# Uloborus parvulus
Espèce
Uloborus parvulus est une espèce d'araignées aranéomorphes de la famille des Uloboridae.

## Distribution
Cette espèce est endémique de Fuerteventura aux îles Canaries en Espagne,.

## Publication originale
- Schmidt, 1976 : Zur Spinnenfauna von Fuerteventura und Lobos. Zoologische Beiträge, (N.F.) vol. 22, p. 315-335.